# Caso Metástasis

Logo del caso Metástasis.

El caso Metástasis es como se denomina a un proceso judicial penal dentro del cual la Fiscalía General del Estado (Ecuador), ha formulado cargos en contra de varios funcionarios públicos y operadores de Justicia supuestamente vinculados al narcotráfico. La fiscal general Diana Salazar Méndez lideró el denominado «Operativo Metástasis» en la madrugada del 14 de diciembre de 2023 en el que intervinieron cerca de 900 personas entre personal de Fiscalía y agentes de la Policía Nacional, desarrollando 97 allanamientos finalizando con la detención de 28 personas sospechosas, quienes fueron llevados todos ante la Corte Nacional de Justicia para la respectiva realización de la audiencia de formulación de cargos.
Entre los procesados se encuentra el abogado Wilman Terán, presidente del Consejo de la Judicatura; Pablo Ramírez, exdirector del SNAI; 10 funcionarios de unidades judiciales entre jueces y secretarios de provincias como Guayas, Cotopaxi, Manabí y Santo Domingo de los Tsáchilas; 3 agentes fiscales de Samborondón y Santo Domingo de los Colorados; 8 servidores policiales entre agentes de Antinarcóticos, analistas, jefe de distritos; otros dos funcionarios del SNAI, 1 director provincial del Consejo de la Judicatura en Cotopaxi, y 1 funcionaria del Consejo de la Judicatura en Guayas; y, dos abogados del libre ejercicio.

## Antecedentes

### Muerte de Leandro Norero
El narcotraficante Leandro Norero Tigua falleció como producto de una balacera entre reos en el Centro de Rehabilitación Social de Latacunga (cárcel de Cotopaxi) el 3 de octubre de 2022. Norero fue un delincuente que estuvo involucrado con la pandilla Los Ñetas durante el proceso de pacificación de dicha banda con los Latin Kings en 2018, y luego buscado internacionalmente desde el 2019 por su vinculación como el narcotráfico. Bajo el alias de «El Patrón», fue aliado de Jorge Luis Zambrano, alias «Rasquiña» o «JL», líder de Los Choneros, hasta el asesinato de éste en el 2020. La muerte de Rasquiña produjo que sus sucesores —Adolfo Macías, alias «Fito»; y Junior Roldán, alias «JR»— rompieran relaciones con Norero. Alias El Patrón. Fundó la banda Chone Killers a la que financiaba en conjunto a bandas como Los Lobos  y Los Tiguerones, que formaban parte de Los Choneros inicialmente.
Norero fue capturado el 25 de mayo de 2022, en su mansión ubicada en Riberas del Batán, en Samborondón, donde también se encontró 6 millones de dólares estadounidenses en efectivo, así como 42 lingotes de oro y joyas que juntos valoraban otros 4 millones de dólares. Tras su captura fue encarcelado en la Penitenciaría del Litoral por dos días, y luego fue trasladado a la cárcel de Cotopaxi, en Latacunga, donde permaneció hasta su deceso. Posterior al asesinato de Norero, se filtró un vídeo que mostraba el nexo que él tenía con Claudia Garzón, miembro de la comisión de pacificación de cárceles creada por Guillermo Lasso, así como vínculos con jueces y personal policial.

### Juicio político a la fiscal general
El juicio político en contra del expresidente Guillermo Lasso sustanciado en el 2023 por el cuarto período legislativo de la Asamblea Nacional desembocó en un período de inestabilidad política que llevó a Lasso a ejecutar el recurso de muerte cruzada, con el cual —luego de un período de transición— se celebraron nuevas elecciones dejando como resultado la elección de Daniel Noboa Azín como presidente para el corto período 2023-2025.
La llegada al poder de Noboa, conllevó a que se revelara un pacto entre las bancadas oficialista (alianza ADN) con el Partido Social Cristiano (PSC 6) y con el movimiento Revolución Ciudadana (RC5), afín al expresidente Rafael Correa.
Tras el regreso de la bancada correísta de RC5 al órgano legislativo, se intentó proseguir con el juicio político contra Lasso, lo cual era inviable debido a que dicho expresidente dejó el cargo, por lo que el 27 de noviembre de 2023 la asambleísta Gissela Garzón presentó la solicitud formal de enjuiciamiento político en contra de la fiscal general Diana Salazar Méndez.

## Operativo «Metástasis»
El 14 de diciembre de 2023, en horas de la madrugada, cerca de 900 funcionarios públicos -entre personal de la Fiscalía General del Estado y agentes de la Policía Nacional- realizaron un megaoperativo en varias ciudades del país, llegando a producir un total de 75 allanamientos simultáneos en 7 provincias. El operativo denominado por la Fiscalía como «Metástasis», tuvo como principal objetivo hacer efectivas 38 órdenes judiciales de detención,así como recabar indicios que aporten como elementos de convicción. De las 38 personas que debían ser detenidas, 7 lograron fugarse.
Los allanamientos en Quito se desarrollaron en varias localidades incluyendo las instalaciones del Consejo de la Judicatura, y en el domicilio de Wilman Terán, presidente del mencionado órgano.En el domicilio de Terán se encontró 25.000 dólares estadounidenses, en billetes de denominaciones de USD 100 y USD 20. Al norte de Quito, se allanó la vivienda de Pablo Ramírez, exdirector del Servicio Nacional de Atención Integral a Personas Adultas Privadas de la Libertad y a Adolescentes Infractores (SNAI), quien también fue detenido. En el centro norte de Quito, se allanaron también las instalaciones de la Fiscalía Provincial de Pichincha.
Los allanamientos en Guayaquil —y otras partes de la provincia del Guayas— dejaron como resultado la captura de un coronel de Policía, un juez  de la Corte Provincial, un exjuez de garantías penales, agentes fiscales, y abogados patrocinadores vinculados a Norero. Desde esta ciudad, la Policía Nacional trasladó a un total de 20 implicados en el caso mediante un vuelo de la Fuerza Aérea Ecuatoriana a la ciudad de Quito, para que se desarrolle la respectiva audiencia de formulación de cargos.
Otras ciudades en donde se realizaron allanamientos fueron: Santo Domingo de los Colorados, Riobamba, Latacunga, Salcedo, Manta y Loja. La fiscal general Diana Salazar Méndez calificó al operativo como «el más grande de la historia del Ecuador».

## Instrucción

### Formulación de cargos
La audiencia de formulación de cargos del caso Metástasis inició en la noche del 14 de diciembre de 2023, y se celebró parcialmente en las instalaciones de la Corte Nacional de Justicia y a través de medios telemáticos, debido a la cantidad de procesados y sus abogados defensores. El proceso judicial recayó mediante sorteo en el despacho del juez nacional Felipe E. Córdova Ochoa.
| Procesado          | Cargos u ocupación | Motivo de formulación | Medida cautelar    |
| ------------------ | --- | --- | ------------------ |
| Wilman Terán C.    | - Presidente del Consejo de la Judicatura (2023) - Juez de la Corte Nacional de Justicia - Conjuez de la Corte Nacional - Juez de Corte Provincial de Santo Domingo | Siendo juez nacional colaboró planificando con grupos delictivo la compra de decisiones ante un habeas corpus a favor Israel Norero (hermano de Leandro Norero), a través de Álex Palacios. | Prisión preventiva |
| Pablo Ramírez E.   | - Director del SNAI (2021-2022) - General de distrito de Policía - Comandante de Policía Zona 4 (2021) - Jefe de la Policía Judicial de la Zona 8 (2017) - Comandante de Policía Zona 3 - Director Nacional de Educación (1992) - Comandante de Subzona Manabí N° 13 (1989) | | Prisión preventiva |
| Johann Marfetán M. | - Juez de la Corte Provincial del Guayas | | Prisión preventiva |
| Adolfo Gaibor G.   | - Juez de la Corte Provincial del Guayas (destituido en 2023) | | Prisión preventiva |
| Ronald Guerrero C. | - Juez de garantías penales en Guayaquil | | Prisión preventiva |
| Carlos Zambrano N. | - Presidente de la Corte Provincial de Manabí - Juez de la Corte Provincial de Manabí | | Prisión preventiva |
|                    | | |                    |

## Procesados en el Caso Metástasis
En el contexto de este caso, un total de 39 individuos enfrentan procesos legales, con las primeras 31 detenciones ocurridas el 14 de diciembre y ocho aprehensiones adicionales el 4 de enero de 2024. Entre los procesados, 21 están bajo prisión preventiva, incluyendo figuras notables como el expresidente del Consejo de la Judicatura, Wilman Terán, y la funcionaria judicial Mayra Salazar. 
La corrupción detectada abarca desde abogados dispuestos a manipular la ley hasta jueces que emitieron sentencias facilitando la liberación de personajes prominentes, como el exvicepresidente Jorge Glas, condenado por corrupción. 
|    | Procesado           | Cargo | Institución                                     |
| 1  | Álex Palacios       | Subcoordinador jurídico de la Corte Nacional de Justicia Director Provincial del Consejo de la Judicatura de Chimborazo | Corte Nacional de Justicia                      |
| 2  | Alexander Novillo   | Coordinaba red de influencias                                                                                           | Operador                                        |
| 3  | Ángel Lea           | Agente de la Dinased | Policía Nacional                                |
| 4  | Ángel Lindao        | Juez de la Concordia | Juez                                            |
| 5  | Armando Flor        | Contratista | Ciudadano                                       |
| 6  | Armando Ruiz        | Mayor de la Policía | Policía Nacional                                |
| 7  | Braulio Mera        | Recadero de Leandro Norero                                                                                              | Operador                                        |
| 8  | Carlos Zambrano     | Juez de Manabí | Juez                                            |
| 9  | César Ácaro         | Abogada en libre ejercicio                                                                                              | Abogado                                         |
| 10 | Christian Chauca    | Agente investigador Dilat                                                                                               | Dirección de Investigación de Lavado de Activos |
| 11 | Christian Romero    | Abogado en libre ejercicio                                                                                              | Abogado                                         |
| 12 | Christian Sánchez   | Secretario del juez | Funcionario judicial                            |
| 13 | Daniel Salcedo      | Ofreció sobornos a jueces                                                                                               | Operador                                        |
| 14 | Daniela Bénitez     | Funcionaria CRS Cotopaxi                                                                                                | SNAI                                            |
| 15 | Dany Mendoza        | Guía penitenciario | SNAI                                            |
| 16 | Dolfo Gaibor        | Juez del Guayas | Juez                                            |
| 17 | Eddin Izza          | Cabo segundo de policía                                                                                                 | Policía Nacional                                |
| 18 | Emerson Curipallo   | Juez de Santo Domingo                                                                                                   | Juez                                            |
| 19 | Fabián Campozano    | Enviaba droga y armas                                                                                                   | Operador                                        |
| 20 | Fernando García     | Cabo segundo de Policía                                                                                                 | Policía Nacional                                |
| 21 | Gabriel García      | Cabo segundo de Policía                                                                                                 | Policía Nacional                                |
| 22 | Glenda Ortega       | Jueza de Samborndón | Juez                                            |
| 23 | Héctor Paredes      | Agente antinarcóticos                                                                                                   | Policía Nacional                                |
| 24 | Helive Angulo       | Planificaba sobornos a funcionarios judiciales                                                                          | Operador                                        |
| 25 | Jairo Vargas        | Entregaba sobornos a juez                                                                                               | Operador                                        |
| 26 | Jhon Camposano      | Agente fiscal Guayas | Fiscalía General del Estado                     |
| 27 | Johan Marfetán      | Juez del Guayas | Juez                                            |
| 28 | José Luis Segovia   | Juez de Cotopaxi | Juez                                            |
| 29 | Kevin Prendes       | Abogado en libre ejercicio                                                                                              | Abogado                                         |
| 30 | Lenin Mazón         | Coronel y jefe de Policía Samborondón                                                                                   | Policía Nacional                                |
| 31 | María José Aguirre  | Agente fiscal de Samborondón                                                                                            | Fiscalía General del Estado                     |
| 32 | Mayra Salazar       | Funcionaria | Funcionario judicial                            |
| 33 | Pablo Ramírez       | Exdirector del SNAI | SNAI                                            |
| 34 | Ronald Guerrero     | Juez del Guayas | Juez                                            |
| 35 | Santiago Zumba      | Juez de Cotopaxi | Juez                                            |
| 36 | Sofía García        | Abogada en libre ejercicio                                                                                              | Abogado                                         |
| 37 | Víctor Hugo Alcívar | Fiscal | Fiscalía General del Estado                     |
| 38 | Wilman Terán        | Expresidente de la Judicatura                                                                                           | Consejo de la Judicatura                        |
| 39 | Xavier Jordán       | Administrador de los bienes de Norero                                                                                   | Operador                                        |

Además, en los registros también se mencionan otras personas no formalmente implicadas, como el presidente de la Conaie Leonidas Iza, el exasambleísta de la revolución ciudadana Ronny Aleaga y el periodista Andersson Boscán, evidenciando la complejidad y alcance de las redes corruptas que han permeado distintos niveles del sistema judicial y político.
Del mismo modo, los peritajes evidenciaron que Leandro Norero mantuvo un vínculo con el equipo ecuatoriano Naranja Mekánica FC, el cual participaba en la Segunda Categoría del Guayas en junio de 2022, durante ese año, el club presentó una plantilla notable, integrada por varios jugadores de primera división. Según las investigaciones de la Fiscalía, Norero destinó recursos a este club, una acción que más tarde describió como su "peor inversión" debido no solo a los decepcionantes resultados deportivos, sino también a su vinculación con actividades ilícitas relacionadas con el lavado de dinero.

### Testimonios anticipados del 28 de marzo de 2024

#### Testimonio de Marcelo Nicolás Lasso Saavedra
Marcelo Lasso aseguró en su testimonio que él era hombre de confianza del narcotraficante Leandro Norero, ya que fueron compañeros de celda mientras ambos cumplían sus penas de privación de libertad en la cárcel de Cotopaxi. Lasso Saavera manifestó que durante el tiempo fue compañero y amigo de Norero, vio como iban a la celda a brindarle comodidades al narcotraficante, y también a solicitarle dinero o favores. También presenció la entrega de dinero a dos de los también procesados en el caso Mestástasis: el general Pablo Efraín Ramírez Erazo (director del SNAI en la fecha de los hechos) y a Claudia Milena Garzón Padilla quien fue integrante de la Comisión de Diálogo Penitenciario y Pacificación, creada en diciembre de 2021 por el gobierno de Guillermo Lasso.

#### Testimonio de Mayra Carolina Salazar Merchán
En su testimonio Mayra Salazar declaró que su carrera se desarrolló en el área de comunicación. Relató que para el año 2017 colaboró en la producción del concierto de la gira Versus World Tour de las cantantes mexicanas Alejandra Guzmán y Gloria Trevi. Trevi solicitó hacer una visita y labor social con mujeres privadas de la libertad. Mayra Salazar empezó a gestionar los permisos en el Centro de Rehabilitación Social Femenino de Guayaquil para que se realice la visita de Trevi, misma que no se concretó por temas de seguridad. Luego, Salazar inicia ayudas de talleres a las reclusas como labor social de su iniciativa. En medio de estas gestiones Salazar conoció a Samara Rivera, esposa de Jorge Luis Zambrano, alias Rasquiña o JL, quien fue líder de la banda criminal Los Choneros y fue asesinado en el 2020. 
Samara Rivera y Salazar entablan una amistad, y luego de un tiempo le presenta al abogado Xavier Alexander Novillo Arana, alias Novita, quien era asesor jurídico de Rivera y también se hace amigo de Salazar. Novillo le comentó que su tío, José Gerardo Tamayo Arana, era juez y que éste le dio la libertad a Rasquiña. Novillo le comentó a Salazar que él tenía una fuerte amistad con la agente fiscal María Yanina Villagómez Oñate a quien a veces le llamaba «mamá». 
Como parte del testimonio, Salazar narró que uno de las modus operandi que tenían varios abogados para dilatar procesos en casos en que salía sorteada la jueza Carmen Elizabeth Vásquez Rodríguez como parte del tribunal de Sala, era el de contratar al hijo de la jueza, para que así, se pueda presentar una excusa, con el objetivo de que se vuelva a sortear y se vuelva a convocar a una nueva audiencia, lo que implicaría varios meses de dilatación, sin embargo, el costo rondaría los cinco mil dólares.
En el año 2021, el abogado Novillo contacta a Mayra Salazar para proponerle un trabajo mediante su contacto y conciertan una reunión. En la reunión realizada en NL Tecnicentro, Salazar conoce a Juan Pablo Jaramillo Dávila, un ciudadano colombiano oriundo de Bogotá que presuntamente fungió como operador del prófugo  Xavier Jordán, y con Israel William Norero Tigua, hermano del narcotraficante Leandro Norero. La contrataron la que gestione la comunicación de NL Tecnicentro desde su inauguración desde octubre de 2021. Salazar entabló conversaciones y amistad con Leandro Norero, quién le pidió que todas sus conversaciones se realicen por la aplicación Threema, usando ella el usuario «Así es Mejor». Salazar trabajó allí hasta mayo de 2022, cuando Norero fue capturado y sus bienes confiscados.
Salazar también afirmó conocer a Daniel Salcedo Bonilla desde el 2013. Cuando Norero fue arrestado, Salcedo intentó comunicarse con Norero a través de Salazar para que él vaya a la Cárcel 4 en Quito, pero Norero no accedió ya que en ese centro penitenciario estaba el exvicepresidente Jorge Glas Espinel, con quien no quería verse involucrado.